# Rijksmuseum van Oudheden

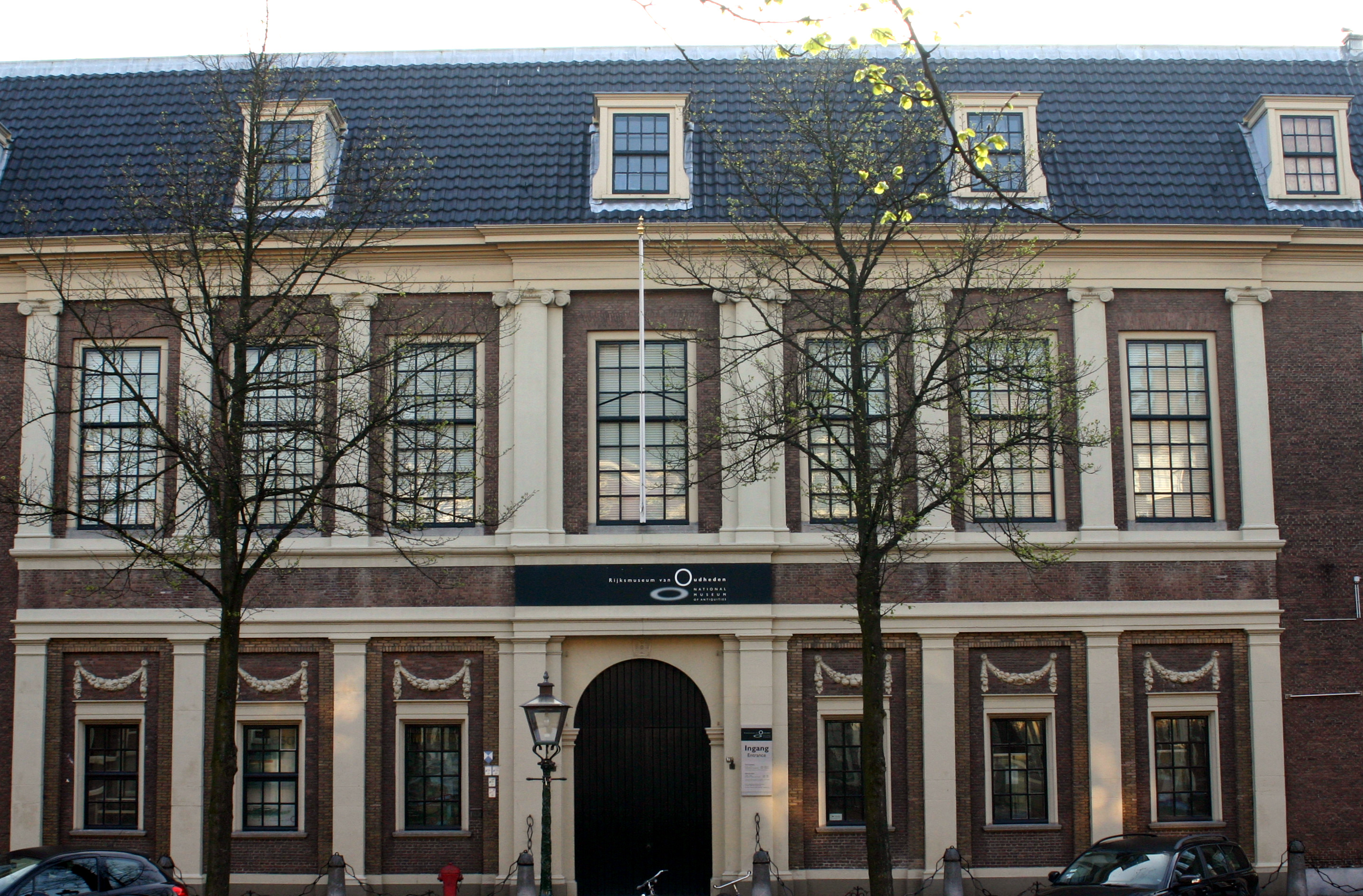
Eingangsfront des Museums an der Rapenburg.

Das Rijksmuseum van Oudheden (deutsch Reichsmuseum der Altertümer) ist das nationale archäologische Museum der Niederlande. Das Museum befindet sich in einem historischen Gebäudekomplex (einschließlich Beginenhof) an der Rapenburg, der bekanntesten Gracht in Leiden.

## Gründung und Abteilungen
König  Wilhelm I. stiftete das Museum im Jahr 1818 und ernannte Caspar Reuvens, den an der Universität Leiden lehrenden ersten Professor für Archäologie, zum Direktor.
Das Museum sammelt archäologische Artefakte solcher Kulturen, die bedeutenden Einfluss auf die Entwicklung der westlichen Welt hatten, im Wesentlichen sind dies die Kulturen rings um das Mittelmeer. Darüber hinaus umfasst die Sammlung auch die bedeutendsten Objekte der niederländischen Archäologie von der Prähistorie bis ans Ende des Mittelalters.
Die Sammlung unterteilt sich in folgende Abteilungen, die auch die Struktur der ständigen Ausstellung des Museums widerspiegeln:
- Altes Ägypten
- Alter Orient
- Klassische Antike
  - Antikes Griechenland
  - Etrusker
  - Römisches Reich
- Niederlande
  - Prähistorische Niederlande
  - Römische Niederlande
  - Mittelalterliche Niederlande

## Direktoren
- 1818–1835 Caspar Reuvens
- 1839–1891 Conrad Leemans
- 1891–1903 Willem Pleyte
- 1903–1918 Antonie Holwerda
- 1918–1939 Jan Holwerda
- 1939–1959 Willem Dirk van Wijngaarden
- 1959–1979 Adolf Klasens
- 1979–1989 Hans Schneider
- 1989–1995 (Gerrit) Jan Verwers
- 1995–2005 Renée Magendans
- seit 2006 Wim Weijland